# Geierswalde
Geierswalde, obersorbisch Lejnoⓘ, ist ein Ortsteil der sächsischen Gemeinde Elsterheide im Landkreis Bautzen. Es zählt zum offiziellen sorbischen Siedlungsgebiet in der Oberlausitz.
Der Ort trägt den Charakter eines Straßendorfes und wird im Ortskern durch enggereihte Winkel-, Drei- und Vierseithöfe im meist eingeschossiger Klinkerbauweise sowie der Dorfauen entlang der Hauptstraßen geprägt. An den Gehöften findet man noch überbaute Torhäuser und Toreinfahrten, Holzblockscheunen und Oberlauben. Die Kirche mit ihrem leicht geneigten Turm steht von allen Ortsdurchfahrten aus im Blickpunkt. Das Wasserwerk östlich des Ortes gilt als Industriedenkmal.

## Bevölkerung
Im Ort leben Deutsche und Sorben. Alle Straßen im Ort sind in beiden Sprachen ausgeschildert, man spricht hier die Koschener Dialekte. Geierswalde ist Geburtsort des letzten aktiven sorbischen Pfarrers von Senftenberg, Friedrich G.P. Schulze, er fand hier auf dem Ortsfriedhof auch seine Ruhestätte. Auf dem Friedhof sind auch zwei sowjetische Soldaten begraben, die als Plünderer von der Sowjetarmee hingerichtet wurden.

## Geografie

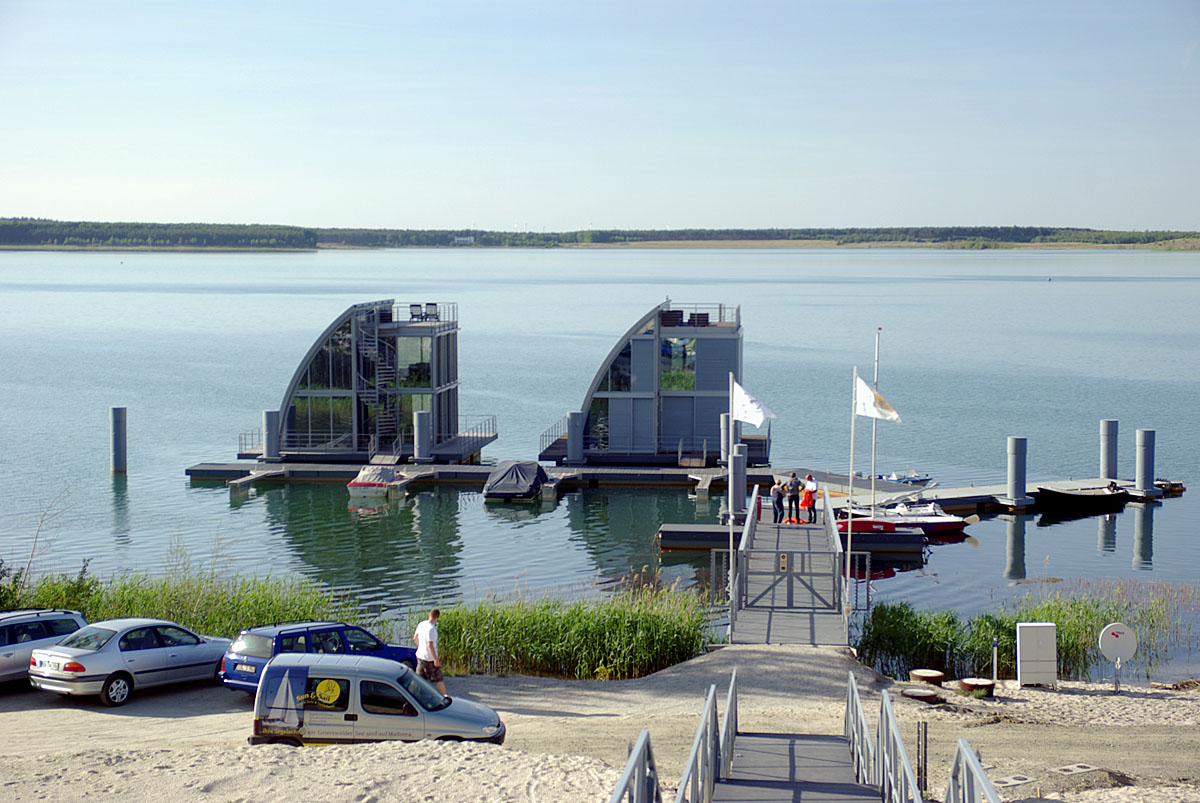
Schwimmende Häuser im Geierswalder See

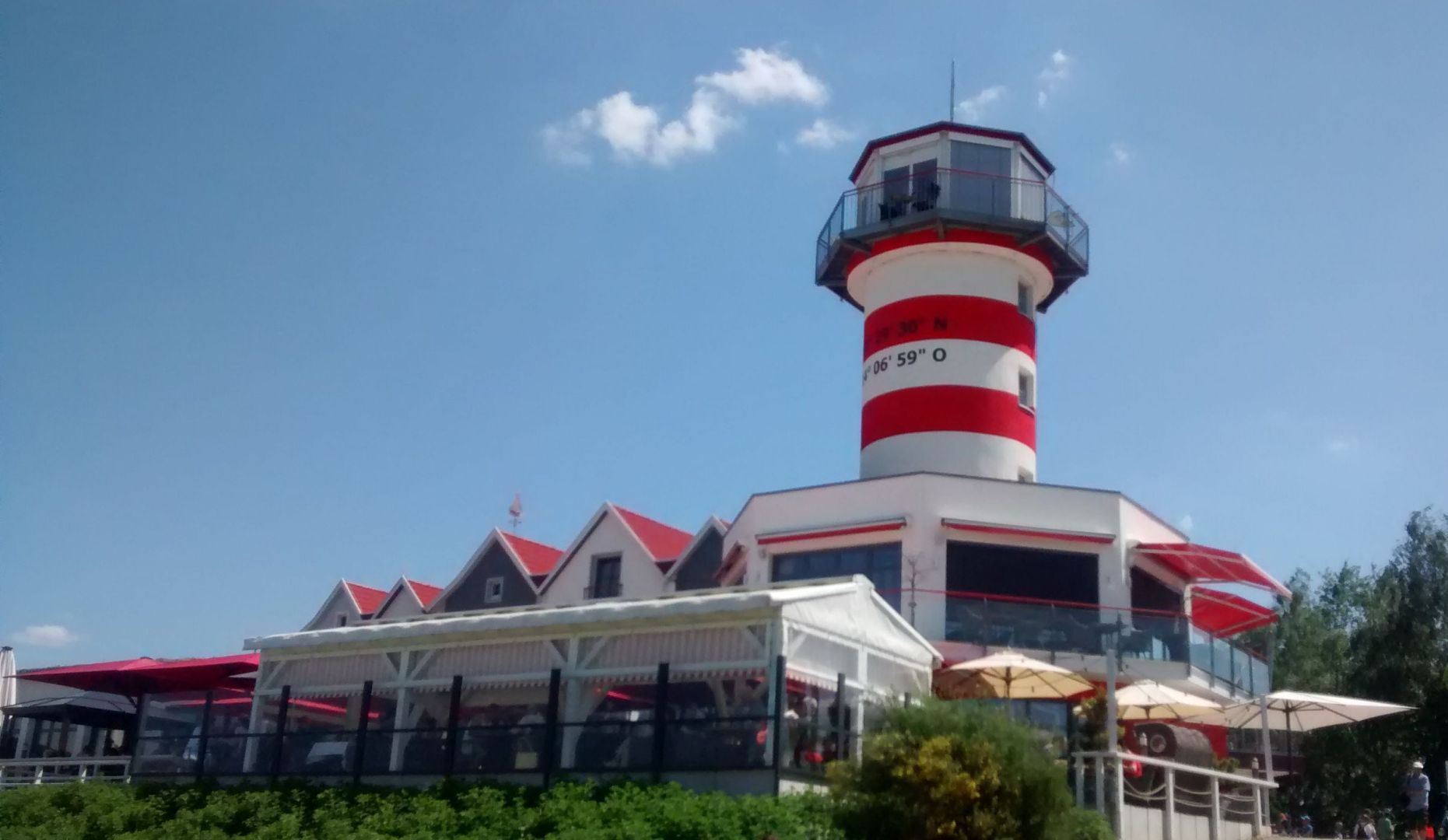
Leuchtturm

Geierswalde befindet sich noch in der Niederlausitz, liegt ungefähr 12 Kilometer nordwestlich der Stadt Hoyerswerda und ungefähr 12 Kilometer südöstlich der Stadt Senftenberg, im Süden fließt die Schwarze Elster und im Westen erstreckt sich das Restloch des ehemaligen Braunkohlentagebaus Koschen dem heutigen Geierswalder See.
Am westlichen Ufer des Geierswalder Sees, in etwa fünf Kilometern liegt das brandenburgische Dorf Kleinkoschen (sorbisch: Košynka), in südlicher Richtung an der Landstraße zirka einen Kilometer entfernt das Dorf Tätzschwitz (sorbisch: Ptačecy). Nach ungefähr zwei Kilometern in südöstlicher Richtung erreicht man die Gemeinde Laubusch (Lubuš) und nach fünf Kilometern im Nordosten das Dorf Klein Partwitz (Bjezdowy). Der Koschenberg (Košynska hora) liegt bei etwa acht Kilometer südwestlich des Ortes.

## Geschichte

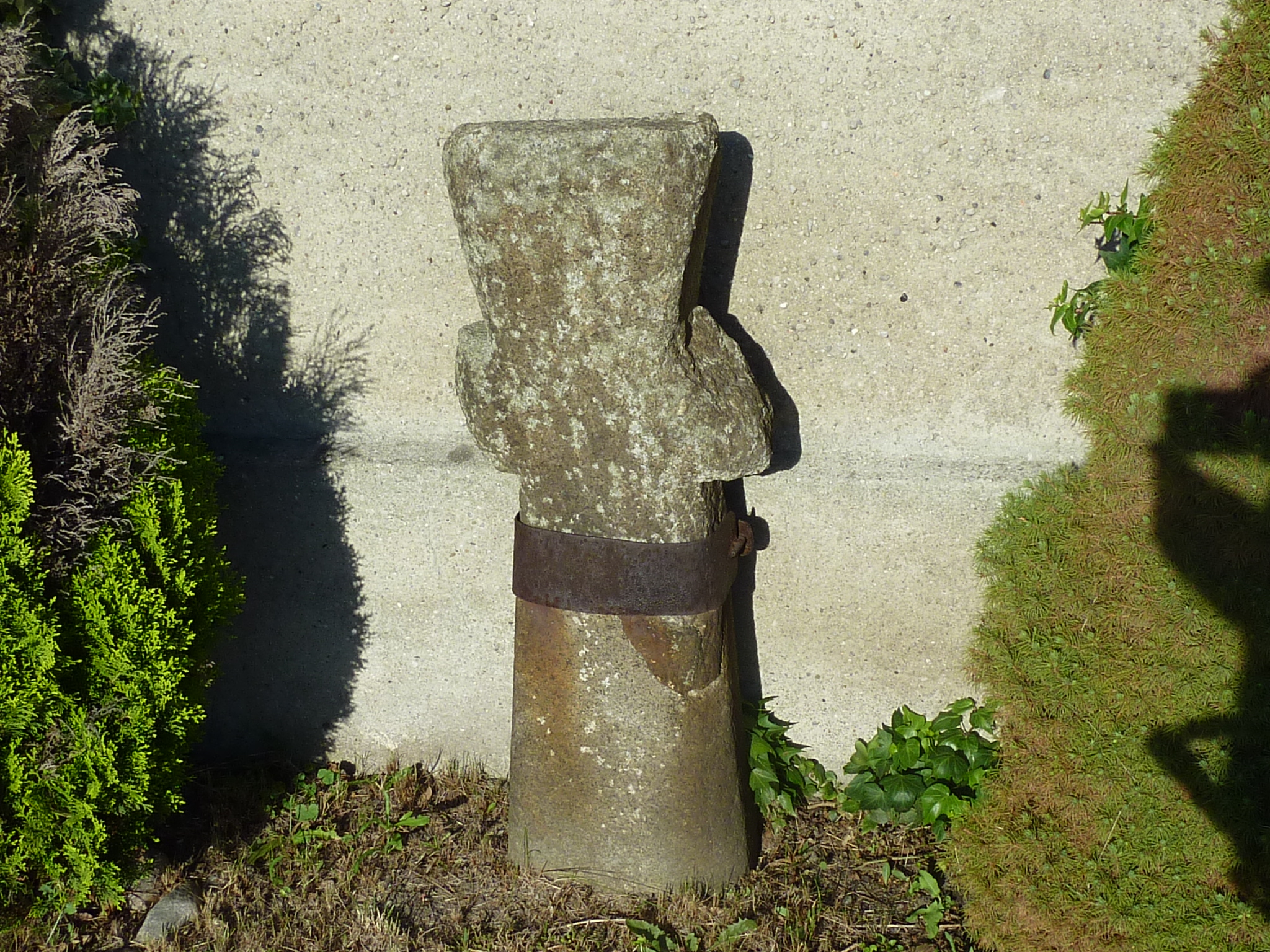
Steinkreuz im Ort

Für den Ortsnamen, sorbisch Lejno, gibt es mehrere Deutungsversuche: Früher gab es hier im sumpfigen Gebiet der Elsterniederung viele Fischreiher, die auch Geier genannt wurden. Geierswalde soll also „Wald der Fischreiher“ heißen. Den sorbischen Namen hat man auf Len, das ist Lein oder Flachs zurückgeführt: „Dorf des Flachsanbaus“. Richtig erscheint aber, den Namen als „Waldrodungssiedlung eines Mannes Geier“ und Lejno als Lehen (des Geier) zu erklären.
Geierswalde gehörte zum Kreis Hoyerswerda. Im Jahr 1961 wurde der nördlich von Geierswalde gelegene Ort Scado eingemeindet. Im Jahr 1964 erfolgte der Abbruch des neuen Ortsteils durch den Tagebau Koschen. Am 1. Juli 1995 wurde die einst eigenständigen Gemeinde Geierswalde ein Ortsteil der Gemeinde Elsterheide.
Das älteste Gebäude im Ort ist die evangelische Kirche in der Dorfmitte, sie wurde 1678 als Hallenkirche errichtet. Der Vorgängerbau brannte mit dem ganzen Dorf 1674 nieder. Der Turm wurde 1792 angebaut, er ist heute wegen der Folgen des Braunkohletagebaus nach Westen geneigt. Innen ist die Kirche vollständig durch W. Rittsche ausgemalt worden.

## Bevölkerung und Sprache
Für seine Statistik über die sorbische Bevölkerung in der Oberlausitz ermittelte Arnošt Muka in den achtziger Jahren des 19. Jahrhunderts eine Bevölkerungszahl von 395, darunter 388 Sorben (98 %) und nur sieben Deutsche. Ernst Tschernik zählte 1956 im Ort einen sorbischsprachigen Anteil von nur noch 49,3 % der Bevölkerung. Seitdem ist der Gebrauch des Sorbischen im Ort weiter stark zurückgegangen.